# گره کشتی هوایی
گره کشتی هوایی یا به توصیف دقیق‌تر گره‌پیچ کشتی هوایی نوعی گره از نوع گره‌های پیوندی است. از این گره جهت پیوند دو طناب به هم استفاده می‌شود. این نوع گره، گره‌ای ساده و امن می‌باشد.  

## روش

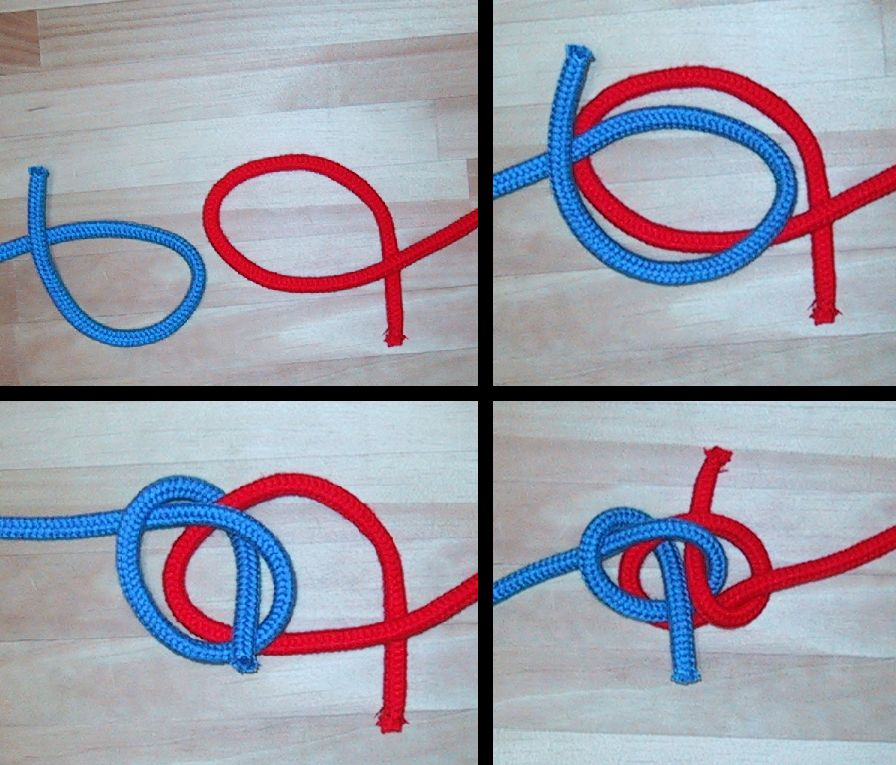